# Wittenberger Konkordie
Die Wittenberger Konkordie, Formula Concordiae Lutheri et Buceri, ist eine maßgeblich von Philipp Melanchthon geprägte schriftliche theologische Übereinkunft reformatorischer Theologen vom 26. Mai 1536, die die Differenzen zwischen den Wittenberger Theologen um Luther und den Vertretern der Schweizer und sogenannten „oberdeutschen“ Reformation im Verständnis des Abendmahls überbrücken sollte.

## Teilnehmer
An den Verhandlungen vom 21. Mai bis 28. Mai 1536 in Wittenberg nahmen teil die Wittenberger Martin Luther, Philipp Melanchthon, Johannes Bugenhagen, Caspar Cruciger der Ältere, Matthäus Alber und Johannes Schradin aus Reutlingen, Jacob Otter aus Esslingen am Neckar, Johann Bernhard aus Frankfurt am Main, Martin Bucer und Wolfgang Capito aus Straßburg, Martin Frecht aus Ulm, Justus Menius aus Eisenach, Friedrich Myconius aus Gotha, Wolfgang Musculus und Bonifacius Wolfhart aus Augsburg, Gervasius Schuler aus Memmingen, und der erst später eingetroffene Johannes Zwick aus Konstanz. Ursprünglich sollten auch Johannes Brenz, Erhard Schnepf, Justus Jonas der Ältere und Andreas Osiander mit einbezogen werden. Jonas war jedoch mit Angelegenheiten in Naumburg gebunden und unterzeichnete die Konkordie nachträglich.

## Anlass, Verlauf und Ergebnis
Ziel des Treffens in Wittenberg war es, den seit 1525 schwelenden innerreformatorischen Abendmahlsstreit beizulegen, der vor allem zwischen Martin Luther und Ulrich Zwingli sowie ihren beiderseitigen Anhängern ausgefochten wurde. Luther vertrat, gestützt auf Mk 14,22  die Auffassung, dass in Brot und Wein Christi Leib und Blut real gegenwärtig sei (Realpräsenz). Für Zwingli und seine Anhänger war das Abendmahl dagegen nur ein Erinnerungsmahl, bei dem Christus (basierend auf 1 Kor 11,23–26 ) in geistlicher Weise präsent ist. Dieses Verständnis war auch bei den Vertretern der Städte „Oberdeutschlands“ (zwischen Augsburg und Straßburg) vorherrschend. Bucer hatte sich seit dem Marburger Religionsgespräch 1529 und verstärkt seit Zwinglis Tod 1531 um einen Ausgleich bemüht, war jedoch bei beiden Seiten auf Ablehnung gestoßen. Ein Durchbruch wurde erst erreicht, als sich 1534 die mit der Reformation im Herzogtum Württemberg beauftragten Erhard Schnepf (ein Lutheraner) und Ambrosius Blarer (ein gemäßigter Zwinglianer) auf eine gemeinsame Formel (die sogenannte Stuttgarter Konkordie) geeinigt hatten. Zu einer weiteren Übereinkunft kamen Bucer und Melanchthon Ende 1534 in Kassel. Bucer versuchte im Februar 1536, auch die Schweizer Theologen zu einer Beteiligung an der sich abzeichnenden Einigung zu gewinnen. Sie entschlossen sich jedoch, nicht persönlich nach Eisenach zu reisen (dem zunächst vereinbarten Verhandlungsort), sondern nur von Bucer die Confessio Helvetica Prior als ihr Bekenntnis vom Abendmahl vorlegen zu lassen.
Weil Luther krankheitsbedingt nicht reisen konnte, wurde das Treffen kurzfristig von Eisenach nach Wittenberg verlegt. Nach dem Eintreffen der Disputanten am 21. Mai begann man am 22. Mai mit den Verhandlungen. Dabei suchten Capito und Bucer Luther auf. Bucer schilderte Luther, wie er bereits versucht habe, die Konkordie zwischen der Wittenberger und der so genannten oberdeutschen Abendmahlsauslegung zustandezubringen.
Im Hause Luthers legte man sich auf die Verhandlungspunkte fest, wobei Luther Zwinglis Schriften kritisierte. Bucer versuchte weiter vermittelnd einzugreifen und verwies auf die Confessio Augustana und der Apologie der Confessio Augustana, mit dem Hinweis von der Abgrenzung der päpstlichen Sakramentslehre. Am 23. Mai gingen die Verhandlungen weiter. Bucer stellte dabei Übereinstimmung mit den Wittenberger Theologen fest und auf Vorschlag Bugenhagens wurde sodann im Rekurs des biblischen Sprachgebrauchs die Einstellung zum Abendmahl präzisiert. Jedoch bestanden weiterhin Differenzen zwischen den Oberdeutschen und Luthers Interpretation der Abendmahlslehre, die Luther jedoch zunächst akzeptierte. Nach einer Glaubensbefragung der oberdeutschen Reformatoren sagte Luther zu, Einigkeit zu erkennen. Daraufhin wurde Melanchthon beauftragt, die Abendmahlsübereinkunft zu definieren. Am 26. Mai wurde die Formel, die als „Formula Concordiae Lutheri et Buceri“ überliefert ist, allen Beteiligten vorgelegt und angenommen.
Weitere Beratungsthemen der folgenden Tage waren die Taufe, Absolution, Schule und das überaus sensible Thema einer Reformierung der Obrigkeit. Das Ergebnis der Beratungen wurde schriftlich festgehalten und von Luther, Bugenhagen, Melanchthon und Cruciger unterzeichnet. Am 27. Mai wurde das Bekenntnis der Schweizer erörtert. Luther äußerte seine Verwunderung über ihr Interesse an der Konkordie; manches an dem Bekenntnis aber erschien ihm unklar, deshalb solle über ihren Beitritt zur Konkordie weiter verhandelt werden. Die Unterzeichnung der Wittenberger Konkordie als „Formula Concordiae“ erfolgte am 28. Mai. Mit Ausnahme des Konstanzer Predigers Zwick, der vorschützte, dazu nicht legitimiert zu sein, nahmen die oberdeutschen Städte die Konkordie an. Alle Beteiligten unterschrieben. Spätere Versuche, auch die Schweizer evangelischen Kantone zum Beitritt zu bewegen, scheiterten vor allem am Widerstand Heinrich Bullingers, dem Nachfolger Zwinglis als Führer der Zürcher Reformation.

## Stellenwert und Folgen
Der theologische Lehrunterschied führte schließlich zu einer Auseinanderentwicklung zwischen deutscher und schweizerischer Reformation und begründete somit sekundär auch die Sonderstellung des Calvinismus, die etwa angesichts der reformierten Konfessionsbildung in Frankreich eine europäische Dimension annehmen sollte. Die „deutsche“ Richtung der Reformation blieb dagegen trotz fortwährender Diskussionen über dogmatisch-sakramentale Fragen (insbesondere nach Luthers Tod 1546) vergleichsweise geschlossen. Die auf Drängen der prominenteren protestantischen Reichsfürsten forcierte Konkordie förderte somit die Konsolidierung des Schmalkaldischen Bundes gegen die katholischen Widersacher um Kaiser Karl V., der sich seit Mitte der 1540er Jahre mit Plänen zur religiösen, politisch-rechtlichen und materiellen Rekatholisierung in den evangelisch gewordenen Reichsteilen trug.

## Quelle
- Robert Stupperich (Hrsg.): Martini Buceri opera omnia. Serie 1: Deutsche Schriften. Band 6, 1: Robert Stupperich: Wittenberger Konkordie (1536). Schriften zur Wittenberger Konkordie (1534–1537). Mohn u. a., Gütersloh 1988, ISBN 3-579-04384-6.
- Henning Reinhardt: Das Itinerar des Wolfgang Musculus (1536). In: Archiv für Reformationsgeschichte (ARG) 97, 2006, S. 28–82.